# Gabrovica pri Komnu
Gabrovica pri Komnu is een plaats in Slovenië en maakt deel uit van de gemeente Komen in de NUTS-3-regio Obalnokraška. De plaats telde 130 inwoners op 1 januari 2020.